# Торка
Торка (словен. Torka) је насељено место у општини Железники, Горењска регија, Словенија.

## Историја
До територијалне реорганизације у Словенији била је у саставу старе општине Шкофја Лока.

## Становништво
У попису становништва из 2011. године, Торка је имала 2 становника.
| Број становника према пописима | Број становника према пописима | Број становника према пописима |
| ------------------------------ | ------------------------------ | ------------------------------ |
| 1991                           | 2002                           | 2011                           |
| 3                              | З                              | 2                              |

- Ознака З представља заштићене податке.

## Галерија
- поглед на Торку и обронке планине Ратитовец
- сеоски детаљ
- надморска висина на табли